# Róka Hasa Rádió
Albums de Thy Catafalque
Tűnő Idő Tárlat
(2004) Rengeteg
(2011)
Róka Hasa Rádió est le quatrième album du groupe de metal avant-gardiste hongrois Thy Catafalque, publié en avril 2009, par Epidemie Records.

## Liste des chansons
Toutes les chansons sont écrites et composées par Tamás Kátai.
| No | Titre                 | Durée |
| -- | --------------------- | ----- |
| 1. | Szervetlen            | 11:22 |
| 2. | Molekuláris gépezetek | 19:11 |
| 3. | Köd utánam            | 5:31  |
| 4. | Űrhajók Makón         | 4:25  |
| 5. | Piroshátú             | 6:38  |
| 6. | Esőlámpás             | 4:18  |
| 7. | Kabócák, bodobácsok   | 6:30  |
| 8. | Őszi varázslók        | 4:41  |
| 9. | Fehér berek           | 5:34  |